# Lustschloss Monbijou
Das heutige Hofgut Monbijou befindet sich an der Stelle des früheren Weilers Leichelbingen, der als  Leichelvinga 1258 erstmals erwähnt wurde und zu Pfalz-Zweibrücken gehörte. Es liegt auf der Gemarkung von Dietrichingen am Zweibrücker Flugplatz.
1782 schenkte Herzog Karl II. August seinem Kammerherrn von Kreuzer Leichelbingen und die umliegenden  Besitzungen. Von Kreuzer setzte die Güter in Stand und ließ ein Jagdschloss mit Gärten und Weinbergen errichten.
Bei einer Jagd 1785 war der Herzog von dem Anwesen so begeistert, dass er die Güter zurückhaben wollte.  Er entschädigte von Kreuzer jedoch mit dem Mölschbacher Hof bei Wattweiler und 16.000 fl für die Inneneinrichtung. Durch Erlass bereits im selben Jahr wurde Leichelbingen in Monbijou umbenannt. In den folgenden Jahren hielt sich der Herzog sehr oft hier auf.
Die umfangreichen Gartenanlagen wurden maßgeblich durch den Gartenarchitekten von Sckell gestaltet, der auch bei Schloss Karlsberg tätig war. Beim Einmarsch der französischen Revolutionstruppen ins Herzogtum im Jahr 1793 richteten diese auf Monbijou das Generalsquartier ein. Die Anlagen wurden erheblich in Mitleidenschaft gezogen, Monbijou war fortan wieder ein  Hofgut.
1805 veräußerte die Witwe des Herzogs die Güter mit einer Fläche von ca. 2,12 km² an einen Kammerdirektor  Böhmer aus Frankfurt am Main.
Von dem Jagdschloss war bis 1972 vor allem die Orangerie noch gut erhalten. Durch ein Feuer ist sie seitdem Ruine und dem Zerfall preisgegeben.
In der Nachbarschaft von Monbijou liegt ein wertvolles Orchideenschutzgebiet, das von der Pollichia betreut wird.

## Bildergalerie

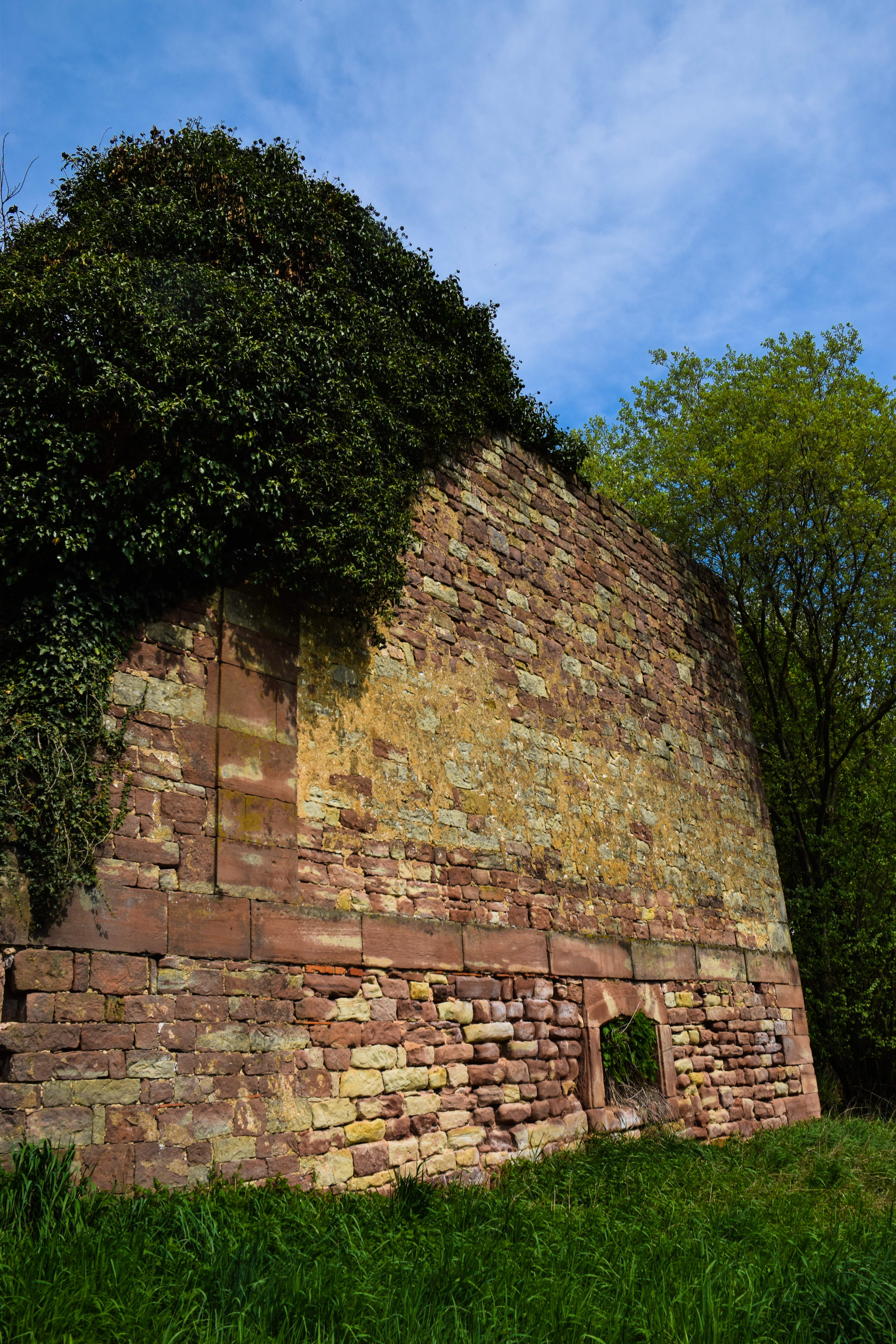
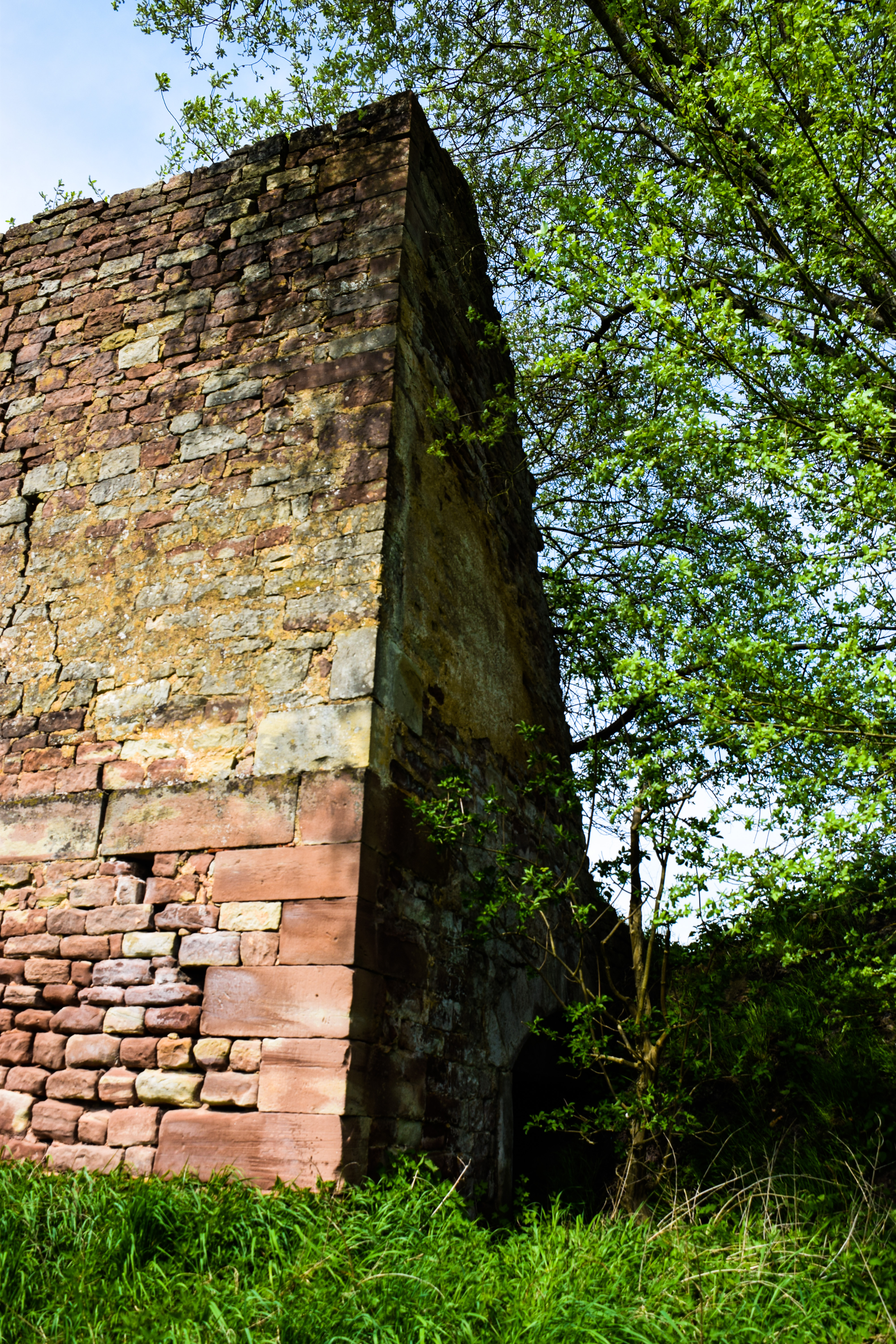
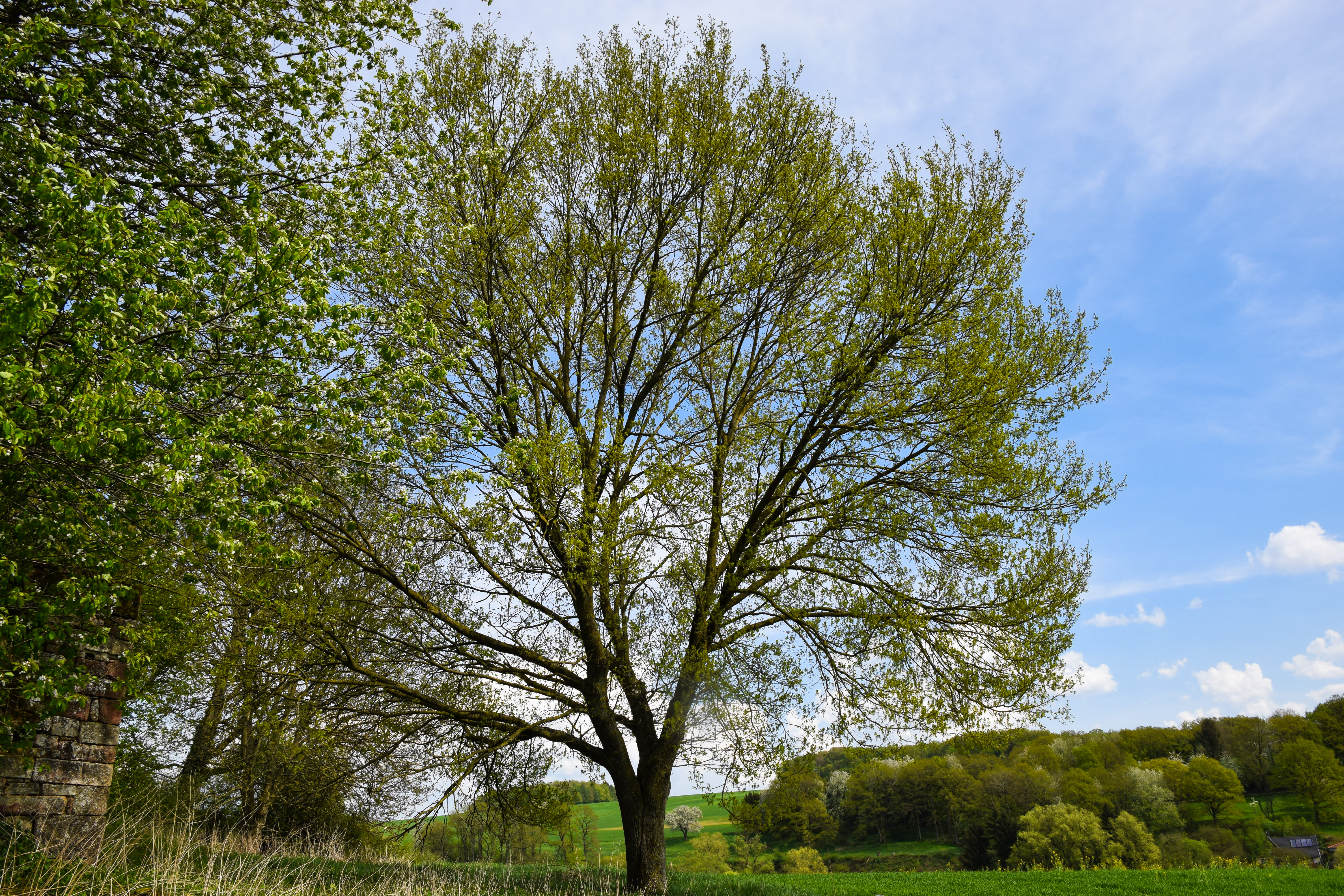
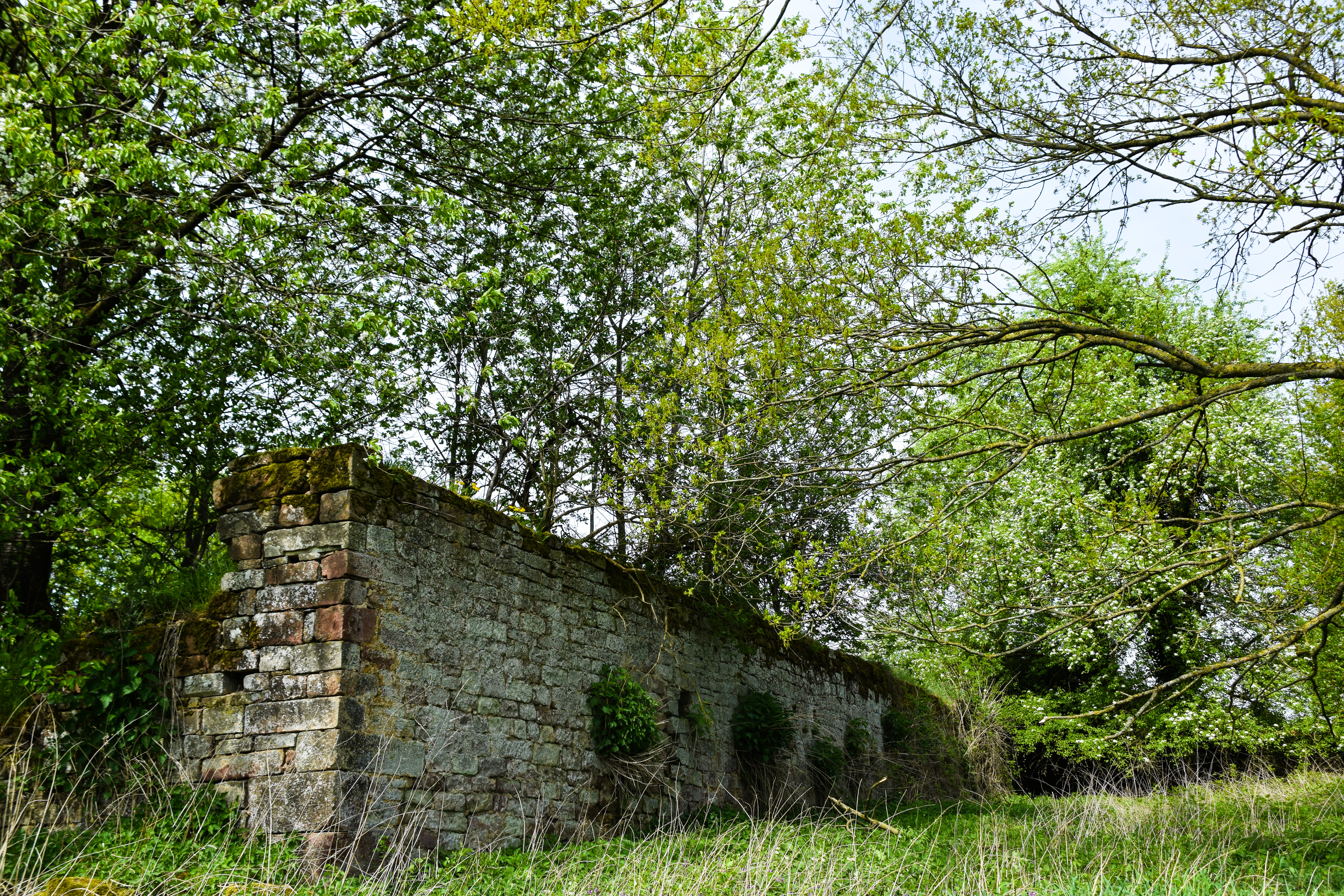